# Gaig del Canadà
El gaig del Canadà (Perisoreus canadensis) és una espècie d'ocell de la família dels còrvids (Corvidae) que habita boscos de coníferes de l'oest i centre d'Alaska, la major part del Canadà des de Yukon, cap a l'est, fins al nord de Labrador i Terranova, i als Estats Units pels dos vessants de les muntanyes Rocoses.